# 모한라

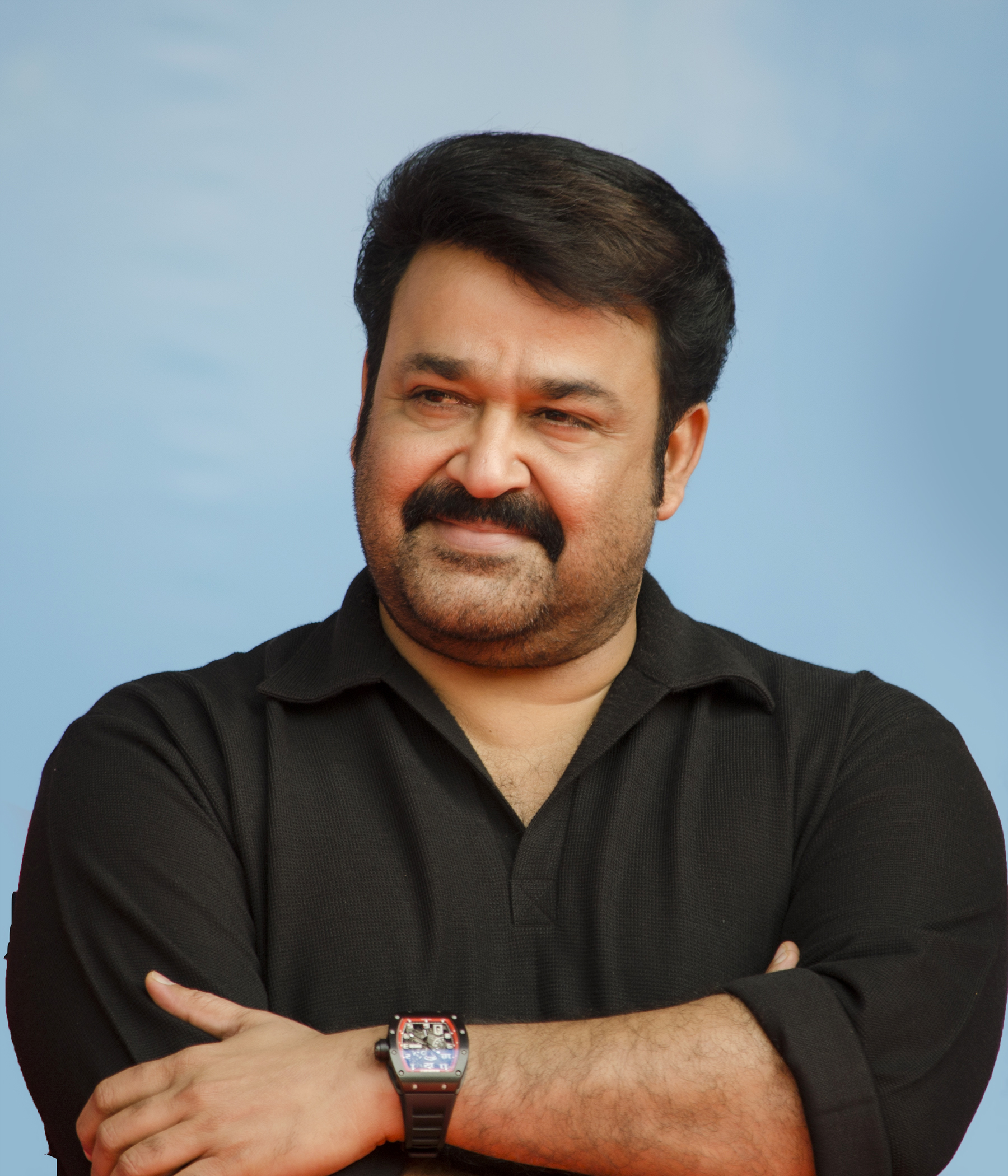

모한라(Mohanlal, 1960년 5월 21일 ~ )는 인도의 영화배우, 영화 프로듀서, 가수, 기업가이다.

## 영화
- 드리쉬얌 (2013년)
- 레이디스 앤드 젠틀맨 (2013년)
- 록팔 (2013년)
- 스피드 (2012년)
- 런 베이비 런 (2012년)
- 스피릿 (2012년)
- 카사노브바 (2012년) - 카사노브바 역
- 아랍, 낙타, 그리고 P. 마드하반 네이어 (2011년)
- 이츠 헤븐 히어 (2009년) - 매튜스 역
- 람 고팔 바르마 키 아그 (2007년) - 나르시마 역
- 우다얀 이스 더 스타 (2005년) - 우다야브하누 역
- 컴퍼니 (2002년)
- 마지막 춤 (1999년)
- 듀오 (1997년)
- 칼라 파니 (1996년)